# Prima compagnia libera di volontari della Catalogna
La Prima compagnia libera di volontari della Catalogna (spagnolo: Primera Compañía Franca de Voluntarios de Cataluña; catalano:  Primera Companyia Franca de Voluntaris de Catalunya) fu una compagnia militare appartenuta all'esercito spagnolo durante il suo periodo coloniale.

## Origini
La compagnia nacque a Barcellona nel 1767 col compito di servire il Vicereame della Nuova Spagna. Faceva parte di uno sforzo teso ad incrementare le difese dell'impero oltremare, che a sua volta era inserito nelle riforme borboniche di re Carlo III. Inizialmente formata reclutando gli uomini dal secondo reggimento di fanteria leggera di Catalogna, la compagnia era composta da quattro ufficiali e da un centinaio di uomini comandati dal capitano Agustín Callis, un veterano delle guerre spagnole in Italia e in Portogallo.

## Servizio a Sonora
I volontari catalani giunsero a Guaymas, Sonora, nel maggio del 1768, come parte di una spedizione di circa 1200 soldati spagnoli e nativi uniti per domare una rivolta degli indiani Pima e Seri. Dopo anni di campagna attiva, i volontari tornarono a Città del Messico nell'aprile del 1771.

## Istituzione della Alta California
Nel settembre del 1768 il tenente Pedro Fages ed un distaccamento di 25 volontari furono inviati a sud a San Blas (Nayarit) per unirsi alla spedizione di Gaspar de Portolà che avrebbe fondato un punto d'appoggio spagnolo in Alta California. Dopo 110 giorni di mare, i volontari giunsero a San Diego Bay nell'aprile del 1769. Oltre metà dei soldati e quasi tutta la ciurma era affetta da scorbuto.
Ventidue volontari morirono in attesa dell'arrivo del braccio della spedizione che sarebbe giunto via terra, guidato dal capitano Fernando Rivera y Moncada, arrivato un mese dopo. A corto di provvigioni, buona parte dei soldati faceva fatica a migliorare. Nonostante queste privazioni i volontari catalani parteciparono alla fondazione di San Diego e di Monterey ed alla spedizione nell'entroterra.
Nel giugno del 1770 il comando delle forze militari della California passò al relativamente inesperto Fages. Il suo atteggiamento prepotente con i soldati ed i missionari, ed il fatto che gestì male le scorte di viveri, gli valsero violenti critiche da parte di fra' Junípero Serra, che ebbe successo nella richiesta avanzata presso il viceré Antonio María de Bucareli y Ursúa della sua rimozione. Fages ed i volontari lasciarono la California per riunirsi alla loro compagnia nel luglio del 1774.

## Riorganizzazione
A Sonora i volontari catalani operarono assieme ai Fusileros de Montaña, altra compagnia indipendente proveniente dalla Catalogna associata al secondo reggimento. La riorganizzazione del 1772 unì i due comandi, riorganizzandoli in due compagnie da 80 uomini e 3 ufficiali ognuna: la prima compagnia libera di volontari della Catalogna, che comprendeva il distaccamento californiano di Fages e comandato dal capitano Callis, ed una seconda compagnia sotto al capitano Antonio Pol. Entrambi i gruppi avevano base a Guadalajara.

## Doveri della guarnigione in Messico centrale
Essendo un corpo di fanteria leggera, i volontari erano usati soprattutto nei terreni montagnosi del Messico centrale. Essendo situati a Guadalajara, distaccamenti di volontari furono frequentemente stanziati presso il Presidio of Mesa del Tonati nelle montagne di Nayarit, il Real del Monte nei pressi di Città del Messico, o usati come guardacoste portuali a San Blas, quartier generale delle operazioni navali spagnole nel Pacifico. La maggior parte dei compiti erano di semplice routine, tranne rari casi in cui andavano sedate alcune rivolte.

## Ritorno a Sonora
Fages, con la reputazione ormai riconquistata, fu promosso a capitano e gli fu assegnato il comando della Seconda Compagnia all'inizio del 1776. Su richiesta di Teodoro de Croix, comandante generale della Comanderia Generale delle Province Interne, Fages ed il suo nuovo gruppo furono trasferiti a Sonora, giungendo ad Alamos nel febbraio del 1777.
Nell'aprile seguente i volontari della seconda compagnia furono dislocati presso il Presidio di El Pitic (odierna Hermosillo) in risposta alle nuove ostilità dei Seri, che subito si arresero.
Su richiesta del tenente colonnello Juan Bautista de Anza, la compagnia fu trasferita al Presidio di Santa Cruz de Terrenate, recentemente spostato in quel posto dalla precedente posizione sul fiume San Pedro, a nord dell'odierna Tombstone, Arizona, per rinforzare le legioni assediate dagli Apache, arrivando durante l'autunno del 1778. Nonostante Fages, ora tenente colonnello, fosse stato in grado di ristabilire ordine e disciplina nel presidio, la guarnigione si dimostrò incapace di sferrare un contrattacco.
Nel dicembre del 1780, con gli effettivi della seconda compagnia ormai ridotti della metà, Fages lasciò Terrenate per Città del Messico al fine di reclutare nuove forze. In sua assenza fu ordinato di abbandonare il presidio, e la guarnigione tornò a Santa Cruz (Sonora), che si credeva essere maggiormente difendibile e rifornibile. Poco dopo furono di nuovo spostati a El Pitic, dove furono impiegati per affrontare una nuova ribellione dei Seri.
Nel settembre del 1781 Fages guidò una spedizione che comprendeva 40 uomini della seconda compagnia presso lo Yuma Crossing per sedare una ribellione dei Quechan e dei loro alleati. Nonostante riuscirono a liberare i prigionieri spagnoli, recuperare la salma di padre Francisco Garcés e recuperare i sacri vasi delle missioni distrutte di Mission Puerto de Purísima Concepción e Mission San Pedro y San Pablo de Bicuñer, il gruppo di Fages non riuscì a sottomettere la tribù. Nei 2 anni seguenti furono organizzate altre due spedizioni, senza però riuscire a riconquistare la zona.
Durante la terza spedizione dell'autunno del 1783, Fages fu nominato Governatore della California, ed i volontari tornarono senza di lui a Pitic. Negli anni seguenti i volontari della seconda compagnia si stanziarono a Sonora, provvedendo al presidio di Buenavista, Fronteras, Pitic e Tucson dove combatterono contro Apache e Seri fino al 1785, data in cui furono assegnati alla città di Chihuahua. Da qui proseguirono le campagne condotte contro gli Apache.

## Pacifico nordoccidentale e California
Pedro de Alberni fu nominato capitano della prima compagnia alla morte di Callis, nel 1782. Nell'agosto del 1789, dopo anni di routine a Guadalajara, alla compagnia fu assegnato un compito nel Pacifico nordoccidentale, in risposta alla crisi di Nootka. Giunsero a Nootka nell'aprile del 1790, dove riaprirono il Forte San Miguel allora abbandonato, divenendo la prima unità militare regolare europea ad insediarsi in Columbia Britannica.
L'obbiettivo dei volontari era quello di mettere al sicuro i possedimenti spagnoli della regione dalle incursioni dei britannici e, soprattutto, dei russi. Per questo motivo gli uomini di Alberni furono impiegati come marinai nella spedizione di Jacinto Caamaño, Salvador Fidalgo, Dionisio Alcalá Galiano, Salvador Menéndez e Manuel Quimper sulla costa pacifica, dallo stretto di Juan de Fuca all'Isola Kodiak.
La prima compagnia tornò a Guadalajara nel 1792, nonostante alcuni dei volontari rimasero in un distaccamento a Nootka fino al 1794. Nel 1796, come risposta alla guerra della Prima coalizione ed alle voci sulle invasioni americane, Alberni, ora tenente colonnello, e la sua compagnia furono mandati a rinforzare la California. Distaccamenti di volontari rinforzarono i presidi di Monterey, San Diego e San Francisco.
Parte dei compiti di Alberni in California erano di stabilire un nuovo insediamento chiamato Villa de Branciforte, fatto nel 1797, con l'obbiettivo di dare un alloggio ai veterani dei volontari catalani ritiratosi dal servizio. Il progetto naufragò e fu abbandonato nel 1802.
Alberni fu nominato governatore della California nel 1800 rimpiazzato, nel ruolo di capitano, da José Font. Font ed i suoi uomini furono attivi nella difesa della California dai vascelli stranieri, in particolare da quelli americani. Nonostante un incremento di questa attività, la prima compagnia (tranne per il distaccamento che rimase a San Diego per pochi altri anni) fu riportato a Guadalajara nel 1803 e non sostituito.

## Scioglimento delle compagnie
Il tenente colonnello Alberni morì a Monterey nel 1802. Si trattava dell'ultimo dei comandanti che salparono da Barcellona nel 1767. A quel tempo l'unità non era più catalana, e raccoglieva uomini da ogni parte di Spagna o creoli messicani.
Nel 1810 i volontari furono mobilizzati contro la rivolta di Miguel Hidalgo y Costilla. La prima compagnia, anche di stanza a Guadalajara, fu riorganizzata ed assorbita in altre unità. Allo scoppio della guerra d'indipendenza del Messico la seconda compagnia, situata ad El Perote e guidata dal capitano Juan Antonio de Viruega dal 1800, fu dislocata a Morelos per unirsi all'esercito di Félix María Calleja del Reyin una massiccia campagna contro gli insorti. Durante l'assedio di Cuautla del 1812 i volontari furono assegnati all'organizzazione di un'imboscata al Campo de Sacatepec. Nonostante quanto affermato in seguito da Calleja, la seconda compagnia non fu in grado di evitare la fuga di alcuni ribelli guidati da José María Morelos y Pavón, e soffrì numerose perdite.
I volontari riuscirono a sopravvivere come compagnia, partecipando alle battaglie di Tuxpango, Tlacótepe e Ajuchitlán, per tutto il 1815, non come unità separata, bensì assorbita in altri battaglioni.

## Uniforme
L'uniforme era formata da una giacca blu con colletto e polsini gialli, gilè giallo, pantaloni blu alla zuava e tricorno nero con coccarda rossa del casato dei Borboni.
Vi erano due tamburi nella compagnia. Dopo il 1760 gli addetti al tamburo indossarono la livrea del re di Spagna (giacca blu con polsini e colletto rosso, e gilè rosso). Giacca e gilè erano rifiniti con lacci rossi ricamati con motivi ornamentali bianchi. Questo ornamento dei lacci aveva decorato le uniformi francesi prima della Rivoluzione francese del 1789. I re Borboni di Spagna erano un ramo della famiglia reale francese, ed adottarono un'uniforme simile.

## Rappresentazioni nella cultura moderna
Lo stemma del Defense Language Institute del Presidio di Monterey comprende l'immagine di un elmo in cuoio con piume che simboleggia i volontari catalani e ne commemora il ruolo nella fondazione del posto. Essendo questi elmi stati usati solo brevemente dalla fanteria spagnola all'inizio del XIX secolo, è improbabile che fossero stati veramente indossati dai volontari catalani dell'America settentrionale.
I volontari catalani sono mostrati nel film del 1955 intitolato Le sette città d'oro, che racconta una storia romanzata della fondazione della California spagnola. Il tenente Fages è impersonato dall'attore messicano Victor Junco. Nei titoli di coda il suo nome è sbagliato, viene infatti riportato "Faces".
Un fante che indossa l'uniforme dei volontari catalani appare brevemente nella scena di apertura del film del 1968 I cannoni di San Sebastian che, come Le sette città d'oro, vede nel cast la presenza di Anthony Quinn. Il film è ambientato nel 1746, venti anni prima che i volontari arrivassero in Nuova Spagna.